# Fight or Flight (álbum de Hoobastank)
Fight or Flight, é o quinto álbum de estúdio da banda de rock norte-americana Hoobastank, lançado em 11 de setembro de 2012. Produzido por Gavin Brown, o álbum traz onze novo estúdio faixas incluindo o primeiro single, "This Is Gonna Hurt".
Em 3 de maio de 2012, a banda revelou o primeiro single em seu site oficial. Em 11 julho de 2012 a arte da capa provisória foi revelado em página do Facebook Hoobastank, mas em 19 de julho. de 2012 mudou-se para a arte da capa definitiva.

## Faixas
Todas as musicas compostas por Douglas Robb, Daniel Estrin, Chris Hesse, Jesse Charland.
Número	    Titulo	                                   Duração	
1.	         "This Is Gonna Hurt"  	               3:50	
2.	         "You Before Me"  	                     4:24	
3.	         "The Fallen"  	                           3:16	
4.	         "Can You Save Me?"                    3:55	
5.	         "No Destination"  	                     3:43	
6.	         "Slow Down"  	                           4:40	
7.	        "No Win Situation"  	                  3:46	
8.	         "Sing What You Can't Say"           3:23	
9.	         "Magnolia"  	                              4:09	
10.	       "Incomplete"  	                            3:12	
11.	       "A Thousand Words"     	             4:01	
Total :	                                                     42:20	
- Faixa Bônus Japonesa

Número.	        Titulo	                         Duração	
12.	             "The Pressure"  	           4:05
Total :	                                             46:25